# Hôtel de ville de Barr
L'hôtel de ville de Barr est un monument historique situé à Barr, dans le département français du Bas-Rhin.

## Localisation
Ce bâtiment est situé au 1, place de l'Hôtel-de-Ville à Barr.

## Historique
L'édifice fait l'objet d'une inscription au titre des monuments historiques depuis 1931.